# Personer i Sverige födda i Sydkorea
Till personer i Sverige födda i Sydkorea räknas personer som är folkbokförda i Sverige och som har sitt ursprung i Sydkorea. Enligt Statistiska centralbyrån fanns det 2017 i Sverige sammanlagt cirka 11 100 personer födda i Sydkorea. Många av de som har sydkoreanskt ursprung i Sverige är adopterade.

## Historisk utveckling

### Födda i Sydkorea
| Personer i Sverige födda i Sydkorea 1960–2024 | Personer i Sverige födda i Sydkorea 1960–2024 | Personer i Sverige födda i Sydkorea 1960–2024 | Personer i Sverige födda i Sydkorea 1960–2024 | Personer i Sverige födda i Sydkorea 1960–2024 |
| --- | --------------------------------------------- | --------------------------------------------- | --------------------------------------------- | --------------------------------------------- |
| |                                               |                                               |                                               |                                               |
| År |                                               |                                               | Folkmängd                                     |                                               |
| 1960 | 1960                                          |                                               | 47                                            |                                               |
| 1970 | 1970                                          |                                               | 1 132                                         |                                               |
| 1980 | 1980                                          |                                               | 5 278                                         |                                               |
| 1990 | 1990                                          |                                               | 8 205                                         |                                               |
| 2000 | 2000                                          |                                               | 9 170                                         |                                               |
| 2001 | 2001                                          |                                               | 9 320                                         |                                               |
| 2002 | 2002                                          |                                               | 9 441                                         |                                               |
| 2003 | 2003                                          |                                               | 9 574                                         |                                               |
| 2004 | 2004                                          |                                               | 9 695                                         |                                               |
| 2005 | 2005                                          |                                               | 9 798                                         |                                               |
| 2006 | 2006                                          |                                               | 9 862                                         |                                               |
| 2007 | 2007                                          |                                               | 9 958                                         |                                               |
| 2008 | 2008                                          |                                               | 10 080                                        |                                               |
| 2009 | 2009                                          |                                               | 10 232                                        |                                               |
| 2010 | 2010                                          |                                               | 10 398                                        |                                               |
| 2011 | 2011                                          |                                               | 10 499                                        |                                               |
| 2012 | 2012                                          |                                               | 10 560                                        |                                               |
| 2013 | 2013                                          |                                               | 10 665                                        |                                               |
| 2014 | 2014                                          |                                               | 10 737                                        |                                               |
| 2015 | 2015                                          |                                               | 10 690                                        |                                               |
| 2016 | 2016                                          |                                               | 10 904                                        |                                               |
| 2017 | 2017                                          |                                               | 11 093                                        |                                               |
| 2018 | 2018                                          |                                               | 11 353                                        |                                               |
| 2019 | 2019                                          |                                               | 11 642                                        |                                               |
| 2020 | 2020                                          |                                               | 11 719                                        |                                               |
| 2021 | 2021                                          |                                               | 11 795                                        |                                               |
| 2022 | 2022                                          |                                               | 11 945                                        |                                               |
| 2023 | 2023                                          |                                               | 11 985                                        |                                               |
| 2024 | 2024                                          |                                               | 11 968                                        |                                               |
| Anm.: Befolkning den 31 december respektive år förutom åren 1960 och 1970 som avser förhållandet den 1 november och år 1980 som avser förhållandet den 15 september. |                                               |                                               |                                               |                                               |